# برايان كونراد
برايان كونراد (بالإنجليزية: Brian Conrad)‏ هو رياضياتي أمريكي، ولد في 20 نوفمبر 1970 في نيويورك في الولايات المتحدة.